# Містер Олімпія 1993
Містер Олімпія 1993 — одне з найбільш значущих міжнародних змагань з культуризму, що пройшло під егідою Міжнародної федерації бодібілдингу (англ. International Federation of Bodybuilding, IFBB) 11 вересня 1993 року Атланті, США. Доріан Єйтс завоював другий титул.

## Результати
Загальна сума призових склала $275,000.
| Місце | Приз     | Ім'я                        |
| ----- | -------- | --------------------------- |
| 1     | $100,000 | Велика Британія Доріан Єйтс |
| 2     | $50,000  | США Флекс Віллер            |
| 3     | $30,000  | США Шон Рей                 |
| 4     | $25,000  | США Лі Лабрада              |
| 5     | $15,000  | США Кевін Леврон            |
| 6     | $12,000  | Канада Пол Діллет           |
| 7     | $8,000   | Барбадос Чарльз Клермонте   |
| 8     | $7,000   | Австралія Сонні Шмідт       |
| 9     | $6,000   | Австрія Андреас Мюнцер      |
| 10    | $5,000   | США Лу Феріньо              |
| 11    |          | Югославія Мілош Шарчев      |
| 12    |          | США Джей Джей Марш          |
| 13    |          | Італія Флавіо Баччаніні     |
| 14    |          | США Рон Лав                 |
| 15    |          | США Рей МакНіл              |
| 16    |          | Італія Мауро Сарні          |
| 17    |          | Туреччина Хамдулла Айкутлу  |
| 18    |          | Нідерланди Артур Буурман    |
| 18    |          | Словаччина Павло Грольмус   |
| 18    |          | США Майк Матараццо          |
| 18    |          | Австрія Йоганн Шац          |
| 18    |          | Джон Шерман                 |

## Визначні події
- Доріан Єйтс виграв свій другий поспіль титул Містер Олімпія
- Лу Феріньо востаннє став Містером Олімпія
- Рей МакНіл з'явиться на «Містер Олімпія» лише перед своїм вбивством у 1995 році.